# Ercuis
Ercuis ist eine französische Gemeinde mit 1.626 Einwohnern (Stand: 1. Januar 2022) im Département Oise in der Region Hauts-de-France. Sie gehört zum Arrondissement Senlis, zur Communauté de communes Thelloise und zum Kanton Méru. 

## Geographie
Die Gemeinde Ercuis liegt in den Pays de Thelle, zehn Kilometer westlich von Creil. Umgeben wird Ercuis von den Nachbargemeinden Neuilly-en-Thelle im Westen und Norden, Cires-lès-Mello im Norden und Nordosten, Blaincourt-lès-Précy im Osten und Südosten sowie Crouy-en-Thelle im Süden.

## Bevölkerungsentwicklung
| Jahr                       | 1962 | 1968 | 1975 | 1982 | 1990 | 1999 | 2006 | 2013 | 2021 |
| -------------------------- | ---- | ---- | ---- | ---- | ---- | ---- | ---- | ---- | ---- |
| Einwohner                  | 640  | 664  | 743  | 985  | 1262 | 1566 | 2832 | 1461 | 1616 |
| Quellen: Cassini und INSEE |      |      |      |      |      |      |      |      |      |

## Sehenswürdigkeiten

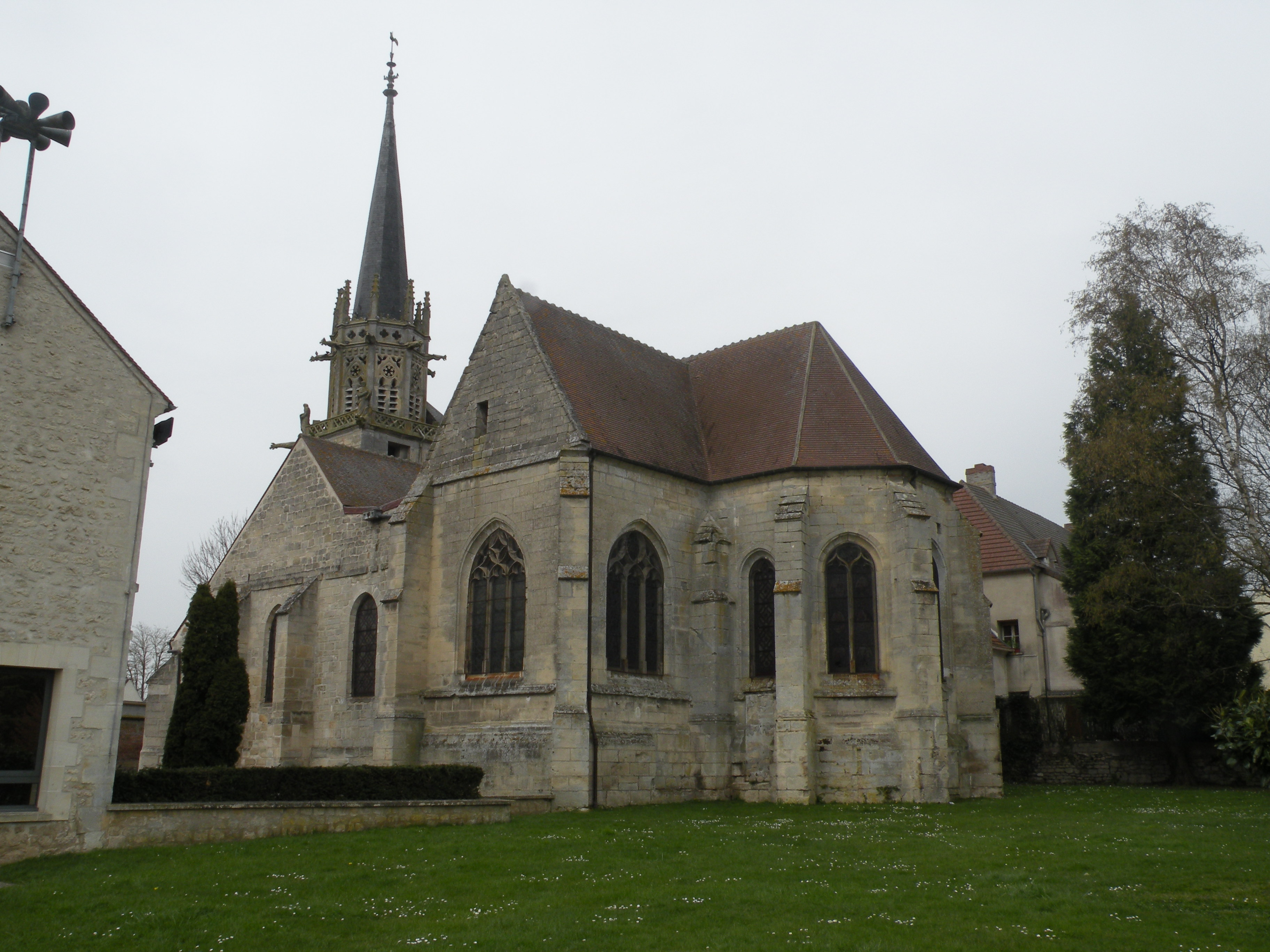
Kirche Saint-Nicolas
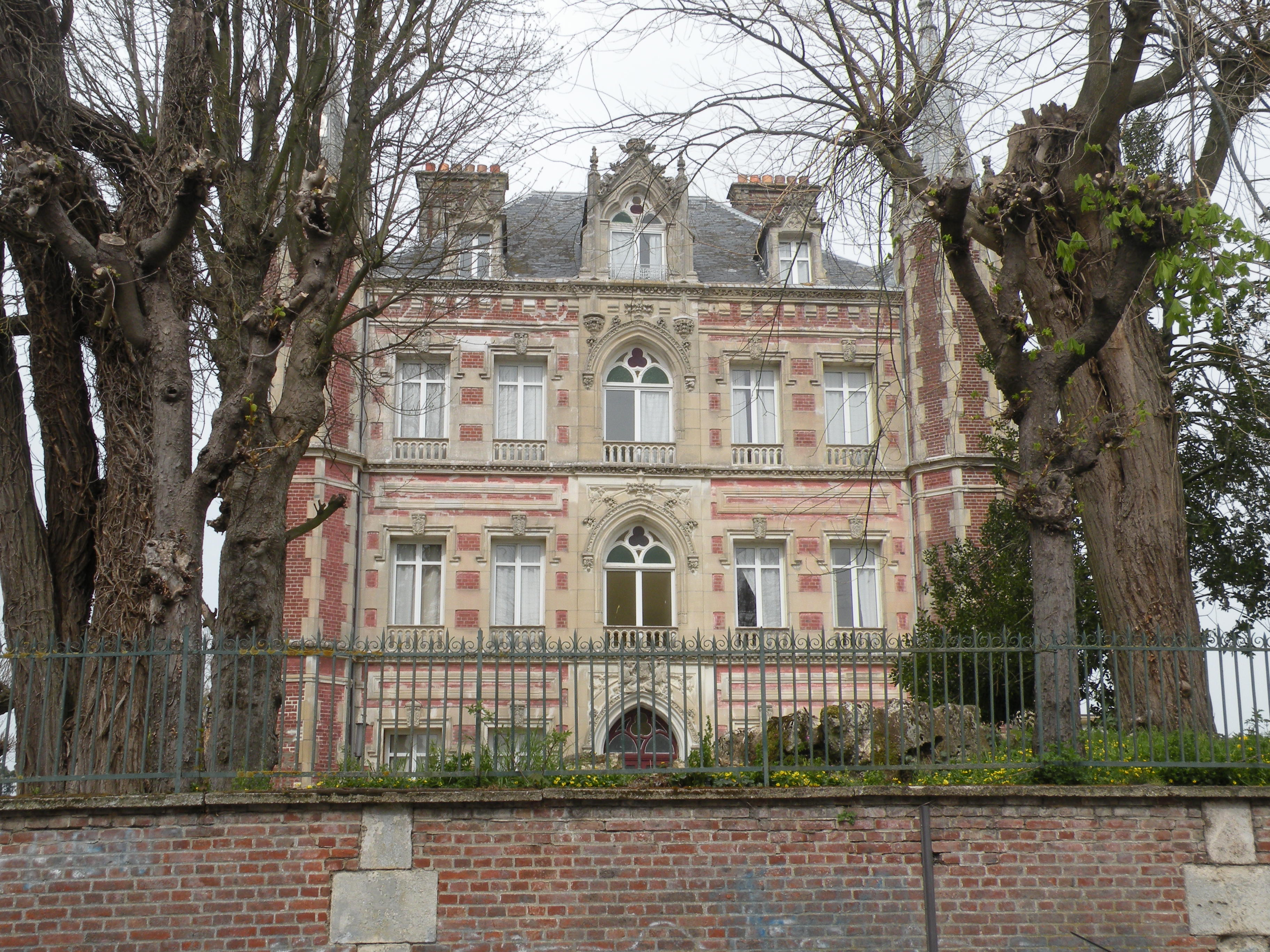
Schloss Ercuis
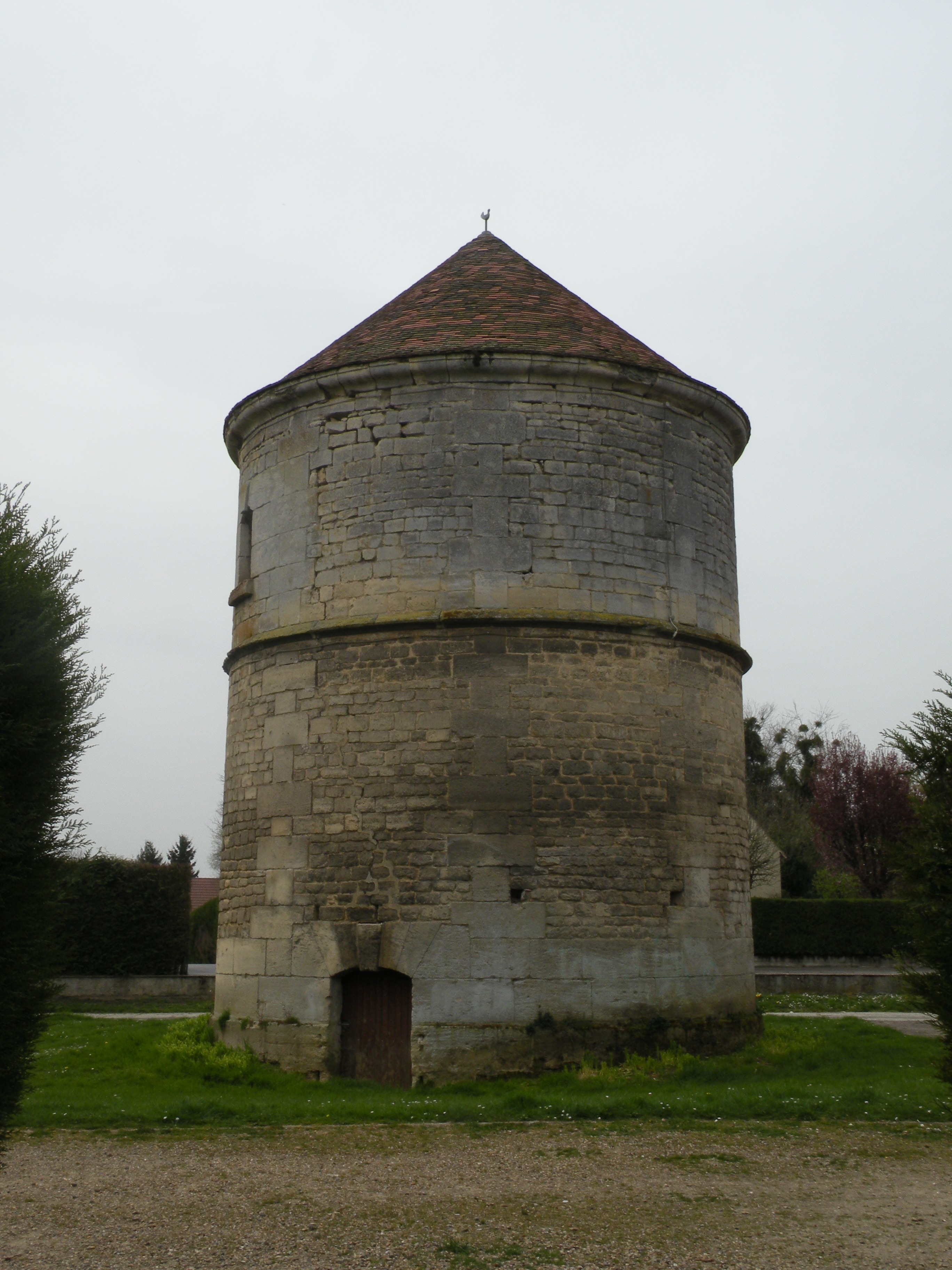
Gutshof Le Thelle

- Kirche Saint-Nicolas
- Schloss
- Turm des Gutshofs Le Thelle